# Maison Saint-Cyr
Pour les articles homonymes, voir Saint-Cyr.
La Maison Saint Cyr,, ou Maison de Saint Cyr est une maison de style Art nouveau conçue par l'architecte Gustave Strauven, et située 11 Square Ambiorix, à Bruxelles.

## Historique
L'édifice fut construit entre 1901 et 1903 pour servir d'hôtel particulier au peintre Georges de Saint Cyr. Au moins doit-on lui reconnaître un certain anticonformisme et des idées larges quand on découvre la structure alambiquée et l'aspect squelettique, objet de toutes les moqueries, de sa nouvelle demeure où il ne séjourna toutefois que quelques années (1903-1909) avant de la vendre à la famille Paul Leurs, responsable de ses principales transformations (1909-1954).
Elle a été classée en 1988 et est entièrement restaurée entre 2009 et 2019. Cette œuvre, parfois jugée excessive et extravagante, est à l'époque méprisée par les détracteurs de l'Art nouveau à cause de son aspect jugé exagérément décoratif. Elle a été qualifiée d'Art nouveau baroque.

## Description

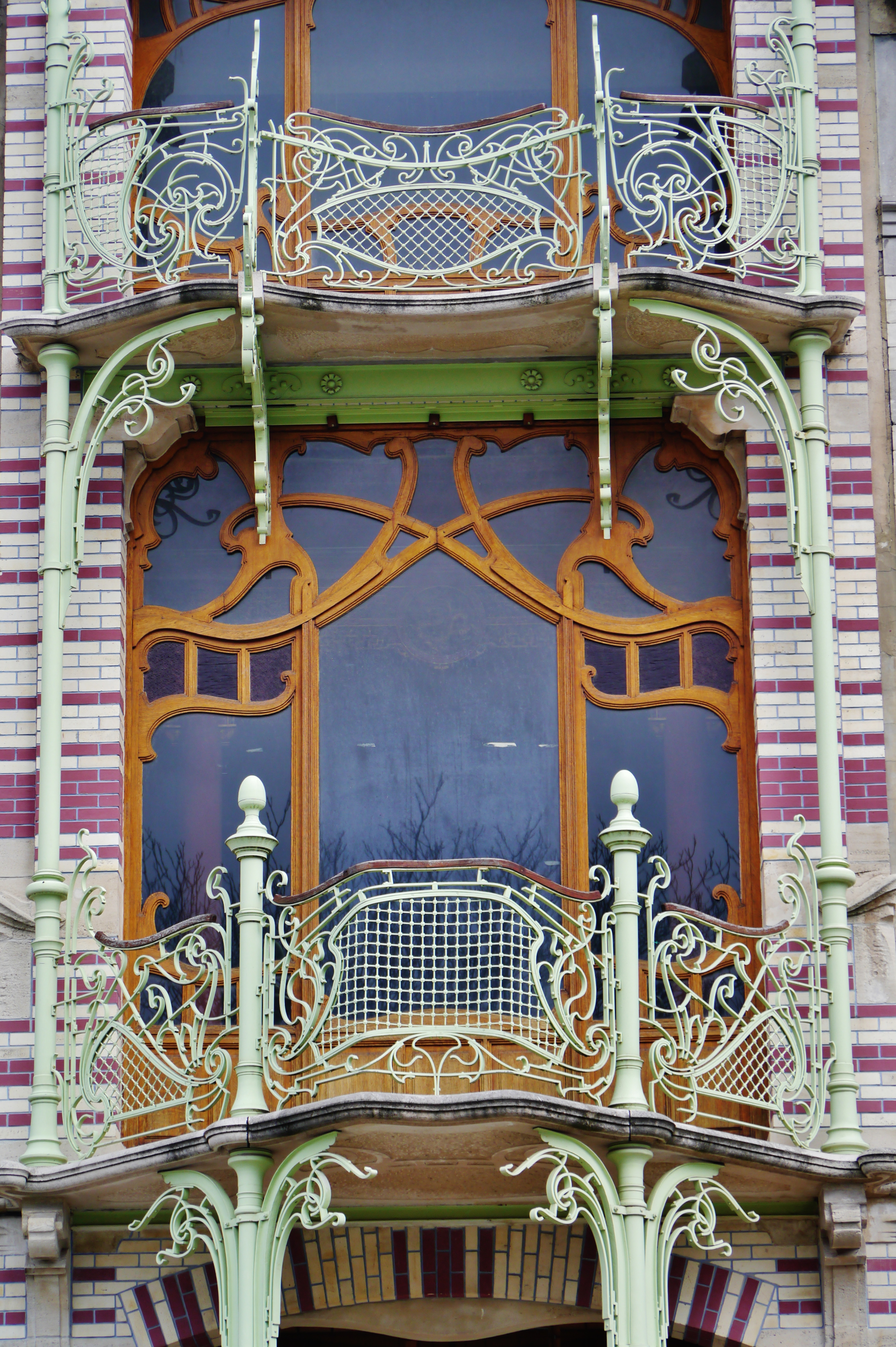
Balcons en fer forgé.

La façade, qui fait à peine quatre mètres de large, est riche en ferronneries finement travaillées qui forment un ensemble de lignes, de courbes et de figures géométriques. Chaque balcon possède une balustrade à motifs différents. La ferronnerie d'art qui clôture le jardinet fait songer à un entrelacs végétal. Les éléments de décoration des fenêtres (occupant une grande superficie), ainsi que ceux des pierres blanches sculptées, répondent aux dessins du fer forgé.
La loggia du quatrième étage est composée d'une poutrelle métallique pliée en arc de cercle qui en soutient la structure.
On y entre par la porte-fenêtre du salon, après avoir gravi les marches ondulantes d'un perron incurvé enjambant le demi-sous-sol de service. Ses rambardes servent d'assise à un échafaudage d'entrelacs de fonte et fer forgé montant à l'assaut de la façade en colonnes, consoles et garde-fous de balcons aux dessins tortueux, sur fond de murs et de pilastres striés de brique beige et rouge framboise servant de support. Une fine dentelle végétale verdâtre et transparente à laquelle font écho les petits-bois des vastes châssis sous loggia baignant les pièces d'une lumière diaphane, qui s'achève en épis de faîtage de fines tiges végétales, ponctué d'un demi-soleil de vitraux jaune vif.
Le hall de réception converti à l'Art déco (1935) franchi, la cage d'escalier d'honneur, limitée au premier étage, plonge le visiteur dans une atmosphère de style Empire sévère. Sorte de galerie des glaces de bois et stucs blanchis, avec ses miroirs dilatant l'espace, ses arcades cintrées ou surbaissées sur piliers ouvragés entre balustrades, sa niche abritant une jeune femme nue tendant l'oreille (disparue), elle baigne dans la lumière colorée d'un lanternon à vitraux floraux stylisés.
Au fond, côté jardin, s'ouvre une sombre salle à manger, caricature néo-Renaissance flamande toute revêtue de chêne foncé décliné en lambris à têtes de lion, pourvue d'une logette trapézoïdale à vitraux blasonnés, d'un plafond à poutres et d'une cheminée imposante à contre-cœur en carreaux de Delft. Surprise à l'étage en façade à rue, où l'on entre dans un salon chinois paré d'un décor de bois rouge vif panneauté de scènes de genre, résultat de la transformation de la pièce d'origine de style Empire (1925).
Un escalier étroit, dissimulé derrière la galerie du puits de lumière, conduit aux étages supérieurs où les chambres, dont la plus grande rhabillée en Art déco, communiquent par des passerelles superposées en dalles de verre, sortes de pontons de navire ouvrant sur l'œil-de-bœuf hypertrophié de la dernière loggia, longue vue offrant un panorama incomparable sur le quartier.

## Restauration
Véritable emblème du quartier des Squares, la maison de Saint Cyr a retrouvé une nouvelle jeunesse grâce à différentes interventions précises et délicates, celle des bureaux Sum pour la façade (2009) et celle du bureau MA2 de l'architecte Francis Metzger pour l'intérieur et les espaces extérieurs entre 2015 et 2019. 
Lorsque le propriétaire actuel des lieux, Augustin Saens, acquiert la maison Saint Cyr en 2011, il se tourne vers l'architecte Francis Metzger pour réaliser les travaux de restauration. Sous l'impulsion du bureau MA2 et d'une étude historique rigoureuse réalisée par Carlo Chapelle, la demeure éclectique retrouve ses atouts d'antan, notamment son salon chinois et sa pièce de style néo-Renaissance flamande. La verrière donnant sur la cage d'escalier — et ses miroirs — est elle aussi ramenée à son état d'origine. Dans le cadre de cette restauration, certains éléments ne nécessitairent qu'un entretien tandis que d'autres durent être reconstitués.

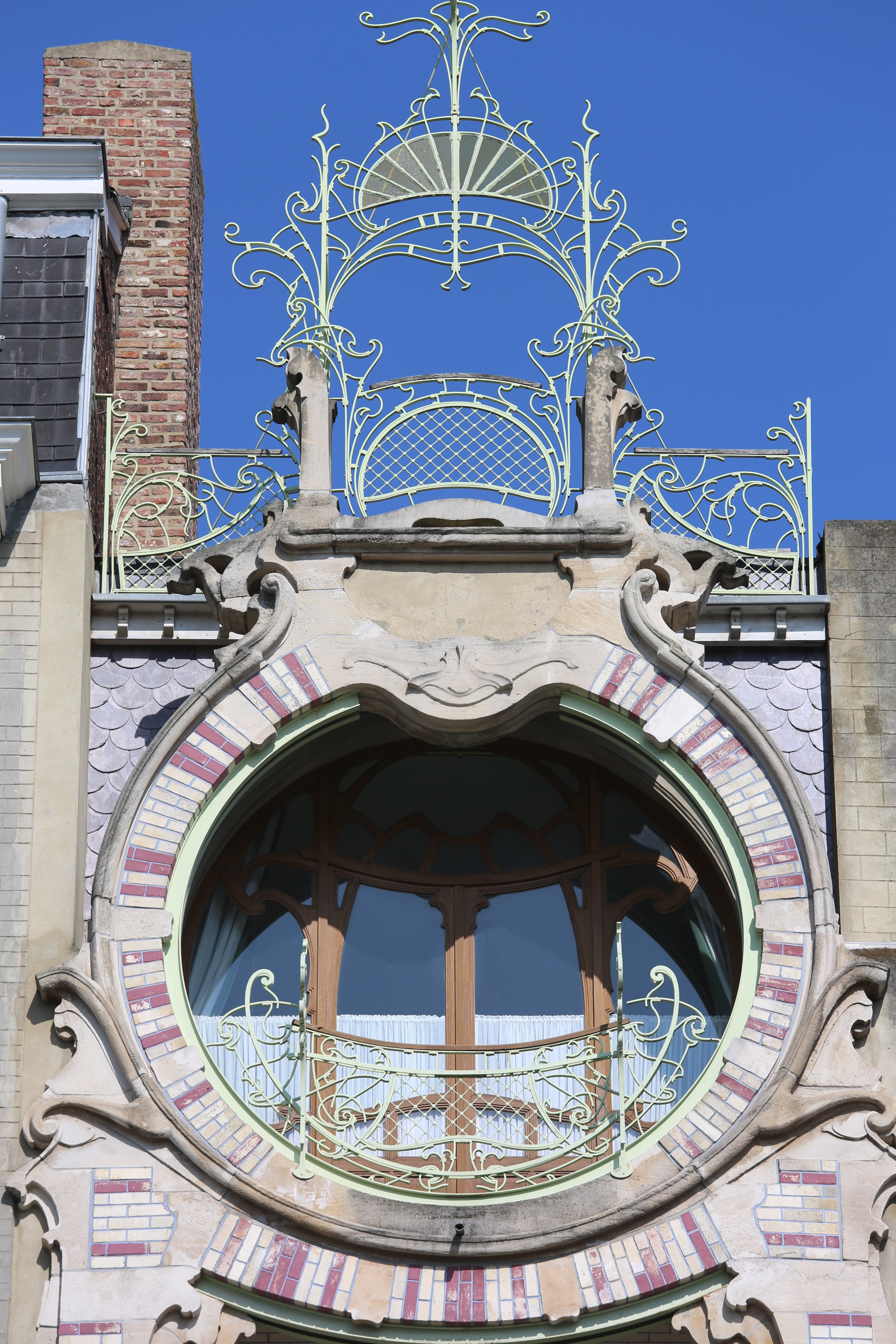
Loggia et épis de faîtage.